# 필리핀 에어아시아
필리핀 에어아시아(영어: Philippines AirAsia)은 2010년에 설립된 필리핀의 저비용 항공사로 에어아시아가 소유하고 있다. 클라크 국제공항을 취항할 것이며 이 외에도 아시아 지역을 취항하고 있다.

## 역사
필리핀 법률상 필리핀에 등록한 기업의 100% 외국인 소유권을 허용하지 않기 때문에 말레이시아 투자가인 토니 페르난데스와 필리핀 사업가와 합작 체결 후 필리핀 합작 투자 신청의 투자위원회에서 2010년 12월 7일에 승인되었다.
2011년 8월 15일 최초의 새로운 항공기를 도입했는데 에어버스 A320-200을 도입했다. 같은 해 11월 8일 에어버스 A320-200를 추가로 도입했다.
2012년 2월 7일 필리핀 민간 항공국으로부터 에어 오퍼레이터 증명서를 받아 필리핀 국내선을 운항하는 항공사의 권한을 제공했다.

## 운항 노선
- 2018년 1월 기준으로 에어아시아 그룹은 다음과 같은 노선을 운항하고 있다.

## 보유 기종
- 2020년 1월 기준으로 다음과 같이 보유하고 있으며, 평균 기령은 12.7년이다.[3]

## 같이 보기
- 저비용 항공사 목록
- 필리핀의 교통